# Xylogenes sindicola
Xylogenes sindicola är en skalbaggsart som beskrevs av Pierre Lesne 1936. Xylogenes sindicola ingår i släktet Xylogenes och familjen kapuschongbaggar. Inga underarter finns listade i Catalogue of Life.